# Squaliformes
Gli Squaliformi (Squaliformes Goodrich, 1909) sono un ordine di squali che include 120 specie in sette famiglie.

## Classificazione
Famiglia Echinorhinidae
- Echinorhinus

Famiglia Squalidae
- Cirrhigaleus
- Squalus

Famiglia Centrophoridae
- Centrophorus
- Deania

Famiglia Etmopteridae
- Aculeola
- Centroscyllium
- Etmopterus
- Miroscyllium
- Trigonognathus

Famiglia Somniosidae
- Centroscymnus
- Centroselachus
- Proscymnodon
- Scymnodalatias
- Scymnodon
- Somniosus
- Zameus

Famiglia Oxynotidae
- Oxynotus

Famiglia Dalatiidae
- Dalatias
- Euprotomicroides
- Euprotomicrus
- Heteroscymnoides
- Isistius
- Mollisquama
- Squaliolus